# Parchi nazionali dei Paesi Bassi

I parchi nazionali nei Paesi Bassi.

I Parchi Nazionali dei Paesi Bassi furono definiti negli anni sessanta come aree di almeno 10 km² con ambienti terrestri, acquatici e/o foreste, caratterizzate da paesaggio, flora e fauna speciali.

## Storia
I primi due parchi furono creati negli anni trenta da organizzazioni private. Il primo parco nazionale ufficiale, il parco nazionale di Schiermonnikoog, fu istituito solo nel 1989. L'ultimo parco, in ordine di tempo, è stato il parco nazionale De Alde Feanen, istituito nell'aprile 2006.
I parchi nazionali furono istituiti con quattro obiettivi principali:
- la protezione e lo sviluppo della natura e del paesaggio;
- ricreazione all'aria aperta;
- educazione e estensione;
- ricerca.

Complessivamente sono presenti 20 parchi nel territorio europeo dei Paesi Bassi, per una superficie totale di 135'030 ettari, pari a più del 3% della superficie complessiva dei Paesi Bassi. Altri 6 parchi nazionali si trovano nei territori d'oltremare; altri ancora ad Aruba e nelle altre ex-Antille Olandesi. Questi ultimi sono gestiti dalle singole nazioni caraibiche del Regno dei Paesi Bassi, dopo la dissoluzione delle Antille Olandesi del 10 ottobre 2010.
A partire dal 2011 il governo decise di rendere le province responsabili della tutela dei parchi nazionali, motivo per cui il futuro dei parchi è incerto.

## Parchi nazionali nei Paesi Bassi
| Nome                                         | Provincia                                           | Area (ha) | Anno      | Localizzazione e cartina                                                | Immagine |
| -------------------------------------------- | --------------------------------------------------- | --------- | --------- | ----------------------------------------------------------------------- | -------- |
| Parco nazionale Veluwezoom                   | Gheldria                                            | 6'000     | 1930      | Mappa di localizzazione: Paesi Bassi · Parchi nazionali dei Paesi Bassi |          |
| Parco nazionale De Hoge Veluwe               | Gheldria                                            | 5'500     | 1935      | Mappa di localizzazione: Paesi Bassi · Parchi nazionali dei Paesi Bassi |          |
| Parco nazionale di Schiermonnikoog           | Frisia                                              | 5'400     | 1989      | Mappa di localizzazione: Paesi Bassi · Parchi nazionali dei Paesi Bassi |          |
| Parco nazionale Dwingelderveld               | Drenthe                                             | 3'700     | 1991      | Mappa di localizzazione: Paesi Bassi · Parchi nazionali dei Paesi Bassi |          |
| Parco nazionale Weerribben-Wieden            | Overijssel                                          | 10'500    | 1992/2009 | Mappa di localizzazione: Paesi Bassi · Parchi nazionali dei Paesi Bassi |          |
| Parco nazionale De Groote Peel               | Brabante Settentrionale Limburgo                    | 1'340     | 1993      | Mappa di localizzazione: Paesi Bassi · Parchi nazionali dei Paesi Bassi |          |
| Parco nazionale De Biesbosch                 | Brabante Settentrionale Olanda Meridionale          | 9'000     | 1994      | Mappa di localizzazione: Paesi Bassi · Parchi nazionali dei Paesi Bassi |          |
| Parco nazionale Zuid-Kennemerland            | Olanda Settentrionale                               | 3'800     | 1995      | Mappa di localizzazione: Paesi Bassi · Parchi nazionali dei Paesi Bassi |          |
| Parco nazionale De Meinweg                   | Limburgo (parte in territorio tedesco)              | 1'700     | 1995      | Mappa di localizzazione: Paesi Bassi · Parchi nazionali dei Paesi Bassi |          |
| Parco nazionale De Maasduinen                | Limburgo                                            | 4'200     | 1996      | Mappa di localizzazione: Paesi Bassi · Parchi nazionali dei Paesi Bassi |          |
| Parco nazionale Drents-Friese Wold           | Drenthe Frisia                                      | 6'100     | 2000      | Mappa di localizzazione: Paesi Bassi · Parchi nazionali dei Paesi Bassi |          |
| Parco nazionale De Zoom - Kalmthoutse Heide  | Brabante Settentrionale (parte in territorio belga) | 3'750     | 2001      | Mappa di localizzazione: Paesi Bassi · Parchi nazionali dei Paesi Bassi |          |
| Parco nazionale delle dune di Texel          | Olanda Settentrionale                               | 4'300     | 2002      | Mappa di localizzazione: Paesi Bassi · Parchi nazionali dei Paesi Bassi |          |
| Parco nazionale De Loonse en Drunense Duinen | Brabante Settentrionale                             | 3'400     | 2002      | Mappa di localizzazione: Paesi Bassi · Parchi nazionali dei Paesi Bassi |          |
| Parco nazionale Oosterschelde                | Zelanda                                             | 37'000    | 2002      | Mappa di localizzazione: Paesi Bassi · Parchi nazionali dei Paesi Bassi |          |
| Parco nazionale Drentsche Aa                 | Drenthe                                             | 10'600    | 2002      | Mappa di localizzazione: Paesi Bassi · Parchi nazionali dei Paesi Bassi |          |
| Parco nazionale Lauwersmeer                  | Groninga Frisia                                     | 6'000     | 2003      | Mappa di localizzazione: Paesi Bassi · Parchi nazionali dei Paesi Bassi |          |
| Parco nazionale Utrechtse Heuvelrug          | Utrecht                                             | 6'000     | 2003      | Mappa di localizzazione: Paesi Bassi · Parchi nazionali dei Paesi Bassi |          |
| Parco nazionale Sallandse Heuvelrug          | Overijssel                                          | 2'740     | 2004      | Mappa di localizzazione: Paesi Bassi · Parchi nazionali dei Paesi Bassi |          |
| Parco nazionale De Alde Feanen               | Frisia                                              | 4'000     | 2006      | Mappa di localizzazione: Paesi Bassi · Parchi nazionali dei Paesi Bassi |          |
| Totale                                       | Totale                                              | 135'030   |           |                                                                         |          |

## Parchi nazionali dei Caraibi olandesi
Tra le municipalità speciali d'oltremare nei Caraibi Olandesi sono presenti altri 6 parchi nazionali.
| Nome                                     | Località       | Area (ha) | Anno | Localizzazione e cartina | Immagine |
| ---------------------------------------- | -------------- | --------- | ---- | ------------------------ | -------- |
| Parco nazionale marino di Bonaire        | Bonaire        | 2'600     | 1999 |                          |          |
| Parco nazionale Washington Slagbaai      | Bonaire        | 5'600     | 1969 |                          |          |
| Parco nazionale marino di Sint Eustatius | Sint Eustatius | 2'750     | 1996 |                          |          |
| Parco nazionale Quill/Boven              | Sint Eustatius | 340       | 1996 |                          |          |
| Parco nazionale marino di Saba           | Saba           | 1'300     | 1987 |                          |          |
| Parco nazionale terrestre di Saba        | Saba           | 43        | 1999 |                          |          |